# Faïence
Pour l’article ayant un titre homophone, voir Fayence.

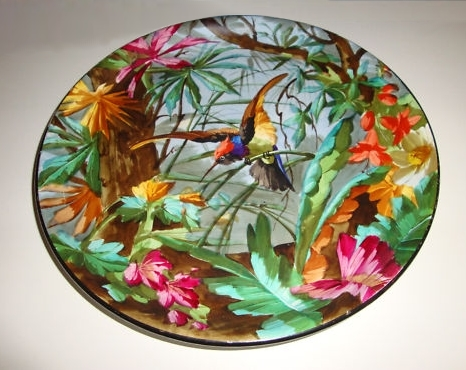
Plat en faïence fine à décor d'oiseaux, Creil-Montereau, XIXe siècle.

La faïence, du nom de la ville italienne de Faenza où elle fut rendue célèbre, est une poterie, par métonymie un objet, de terre (terre cuite à base d'argile) émaillée ou vernissée, ordinairement à fond blanc.
Il en existe deux types : la faïence stannifère, recouverte d'une glaçure stannifère (à base d'étain) opaque appelée engobe, qui masque totalement la pâte avec laquelle elle a été façonnée et lui donne son aspect caractéristique blanc et brillant, comme le faisait le faïencier français Michel Bouquet à partir de 1864 et ce jusqu'en 1886, et la faïence fine, dont la pâte blanche ou légèrement ivoire, précuite puis décorée, est recouverte d'une glaçure plombifère (à base de plomb) transparente.

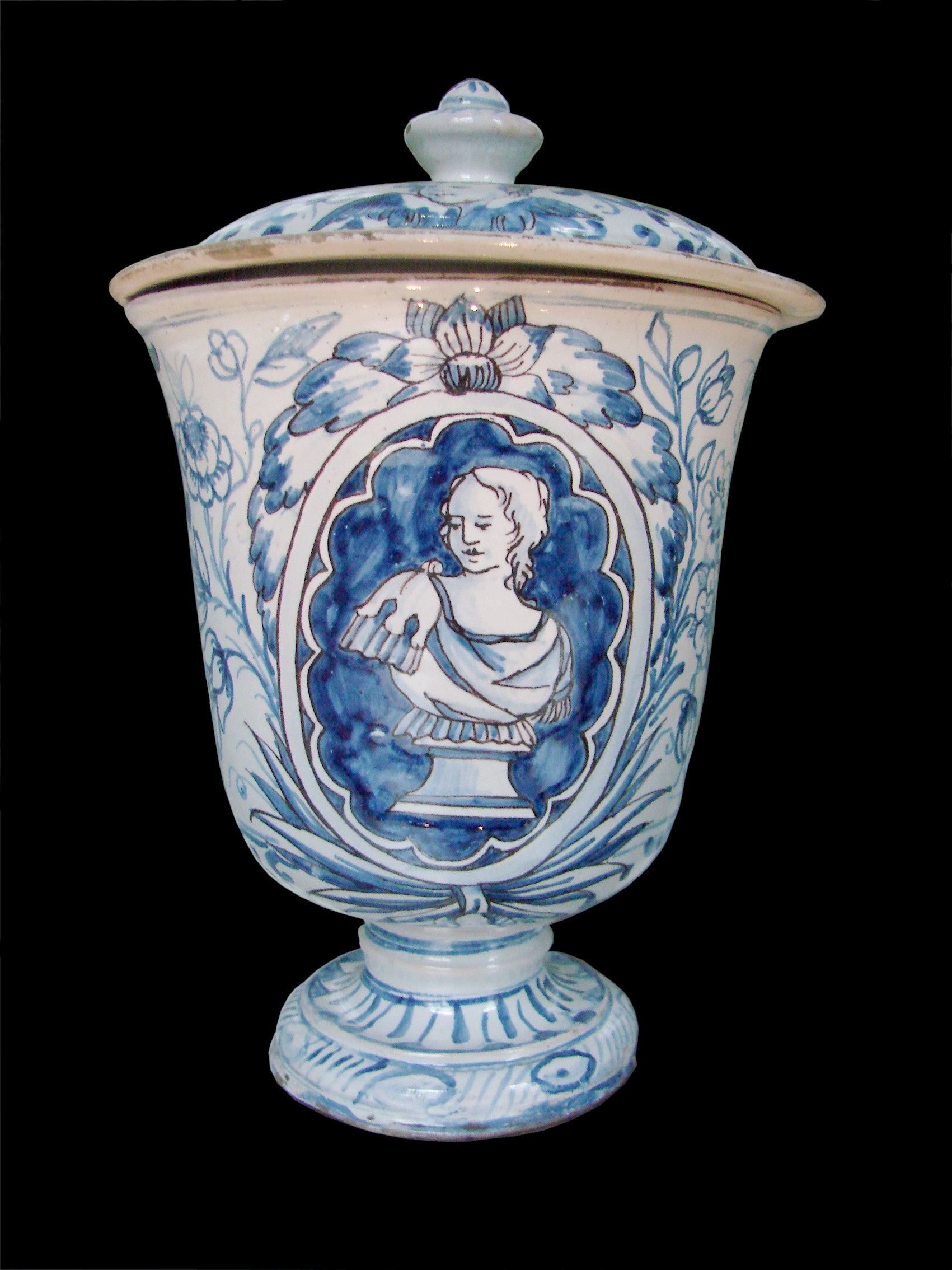
Au milieu du XVIIIe siècle, la faïence de Ligurie imita les décors de ses rivaux hollandais et français. (Coupe "grand feu", Musée des Beaux-Arts de Lille)

La faïence est l'une des plus communes et des plus anciennes techniques utilisées en céramique. La découverte de la faïence au IXe siècle et sa diffusion en Occident à la Renaissance représentèrent une avancée technique majeure : pour la première fois, le potier s'affranchissait des décors cloisonnés ou incisés pour délimiter les couleurs. Surtout, il pouvait utiliser le fond blanc pour exécuter une véritable peinture et reproduire des décors élaborés, susceptibles d'être inspirés par de grands artistes. Sur la glaçure blanche et poreuse, les couleurs pouvaient être posées au pinceau, sans risque de s'épancher sur le vernis. Elles ressortaient vivement, ce qui n'était pas possible avec le seul fond foncé de l'argile.

## Caractéristiques de la faïence

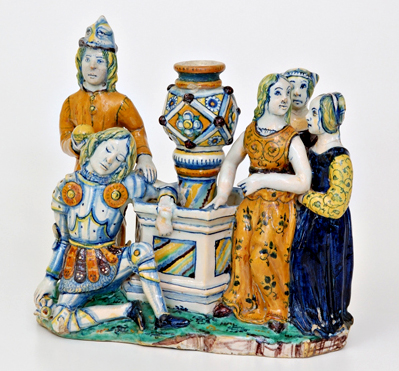
Encrier avec la représentation du jugement de Pâris. Faenza, fin du XVe siècle.

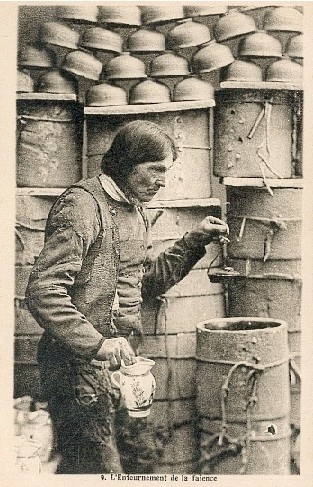
Protection des faïences de Quimper lors de l'enfournement à l'aide de casettes, début XXe siècle.

La plupart des terres cuites de faïence utilisent une terre argileuse de teinte ocre, mélange de potasse, de sable, de feldspath et d'argile. C'est l'un des plus anciens mélanges employés en céramique.
Recouvertes de leur émail à base d'étain, blanc ou coloré, les pièces de terre cuite deviennent des faïences. Elles restent cependant, du fait de leur composition, des céramiques poreuses, moins sonores, moins dures, moins denses que les grès ou les porcelaines. La fragilité de l'objet de faïence tient à la double structure de la terre et de l'émail qui la couvre, cuits tous deux séparément.
Bien que la faïence soit plus tendre et plus poreuse que le grès, son moindre coût et sa facilité de fabrication compensent ces insuffisances.
La poterie de faïence peut être techniquement aussi fine que les porcelaines, bien qu'elle ne soit pas translucide et puisse plus facilement être rayée. À partir du début du XVIIe siècle et le développement des échanges maritimes avec l'Extrême-Orient, la faïence fut largement utilisée pour imiter la porcelaine chinoise, dont la composition demeurait ignorée. Ce fut le cas, entre autres, pour la Faïence de Delft, qui fut aussitôt exportée et imitée partout en Europe.

## Types de faïences

### Faïence stannifère
La faïence est dite « stannifère » lorsque la pâte ocre de la terre cuite est recouverte d'un émail blanc à base d'étain appelé engobe (mais ce terme est erroné, parce qu'un engobe est une argile délayée posée en manière de décor sur une terre dite "verte")[réf. nécessaire]. On distingue la faïence stannifère de grand feu et de petit feu.
- « grand feu » lorsque le décor est posé, après une précuisson « au dégourdi », directement sur l'émail stannifère (blanc opaque) pulvérulent ou engobe, qui l'absorbe sans espoir de repentir.
Les couleurs capables de supporter le grand feu sont produites par des oxydes métalliques et limitées à cinq (bleu de cobalt (le plus utilisé), brun-violet à base de manganèse, rouge et vert à partir de cuivre, jaune venant de l'antimoine), auxquelles il convient d'ajouter l'oxyde de fer donnant le noir. 
Les pièces subissent après le décor leur cuisson définitive. Toutefois la maîtrise de ces couleurs sera progressive, en particulier pour le jaune et le rouge, qui supportent des niveaux de température différents. On utilisera longtemps un orangé en guise de rouge et un ocre jaune pour le jaune, ce qui rendra les décors relativement irréalistes.
- « petit feu » (fin du XVIIe siècle) ou faïence de réverbère : le décor est posé sur l'émail stannifère déjà cuit, ce qui fait qu'il est plus net car il ne déborde pas sur l'émail pulvérulent. 
Les couleurs sont plus faciles à poser et leur gamme est plus délicate (rose, or, vert clair). Elles ne supporteront en effet qu'une seconde cuisson à une température moins élevée, située entre 600 et 700 C°. Bien que davantage utilisé pour la porcelaine, l'or est cuit en dernier car il nécessite une température encore plus basse. Chaque couleur est cuite séparément, ce qui fait que l'on observe sur certaines pièces complexes jusqu'à soixante cuissons successives. Le petit feu est un perfectionnement de la technique du grand feu dans l'objectif d'imiter la porcelaine chinoise, alors aussi coûteuse que demandée. Il constitue un premier pas vers la conquête de « l'or blanc », dont la découverte du secret de fabrication adviendra en 1710 à Meissen.

### Faïence fine
La « faïence fine » est une faïence à pâte blanche ou légèrement ivoire, obtenue par une technique d'origine anglaise . Le décor est posé sur la pièce précuite puis recouvert d'un vernis cristallin plombifère. Ce vernis transparent, à l'inverse de la faïence stannifère, ne masque pas la pâte déjà blanche de la faïence fine.
Cette faïence fine apparaît en France à la fin du XVIIIe siècle (Manufacture de Pont-aux-Choux) et connait un très fort développement au XIXe siècle (Faïence de Creil-Montereau, Faïence de Choisy-le-Roi, Faïences Vieillard à Bordeaux).
Il existe différentes compositions de pâte connues sous les appellations de « cailloutage » ou de « terre de pipe ». L'adjonction de phosphate de chaux d'abord, de kaolin ensuite, explique le nom impropre de « porcelaine opaque » ou « demi-porcelaine » que lui ont donné les fabricants à l'époque des expositions d'Art industriel.
Le procédé d'impression demeure l'innovation décorative la plus appropriée à ce type de céramique. Ce procédé, dans lequel le décor encré sur un papier de soie est absorbé par la surface poreuse du biscuit, favorisa l'émergence de la céramique industrielle.

## Fabrication

### Cuisson de dégourdi
Les pièces de poterie obtenues par moulage, estampage ou tournage sont disposées dans un four à une température de 1 050 °C pendant environ huit heures.
- Cette première cuisson peut être simplement une préparation du tesson pour recevoir la couverte. On appelle cette cuisson cuisson de dégourdi. Lors de cette cuisson, l'objet acquiert une solidité suffisante pour faciliter les manipulations et gagne en porosité pour faciliter l'émaillage. La deuxième cuisson (cuisson de l'émail et obtention des qualités définitives du tesson) se fera alors à une température supérieure à la première. Ce sera une cuisson de grand feu.
- Dans le cas de poteries de faïence destinées à recevoir un décor, la cuisson permet d'obtenir le biscuit. Ce biscuit est un tesson cuit qui a déjà atteint ses qualités définitives. Sa glaçure stannifère et son décor seront alors cuits à une température inférieure ou égale à celle du tesson.

### Pose de la couverte
Composée d'oxyde de plomb, de silice et d'oxyde d'étain, la glaçure nappe la pièce à l'état de biscuit à la manière d'un lait de chaux. Elle est immédiatement absorbée. Le décor posé sur cette surface n'admet aucun repentir.

### Pose du décor

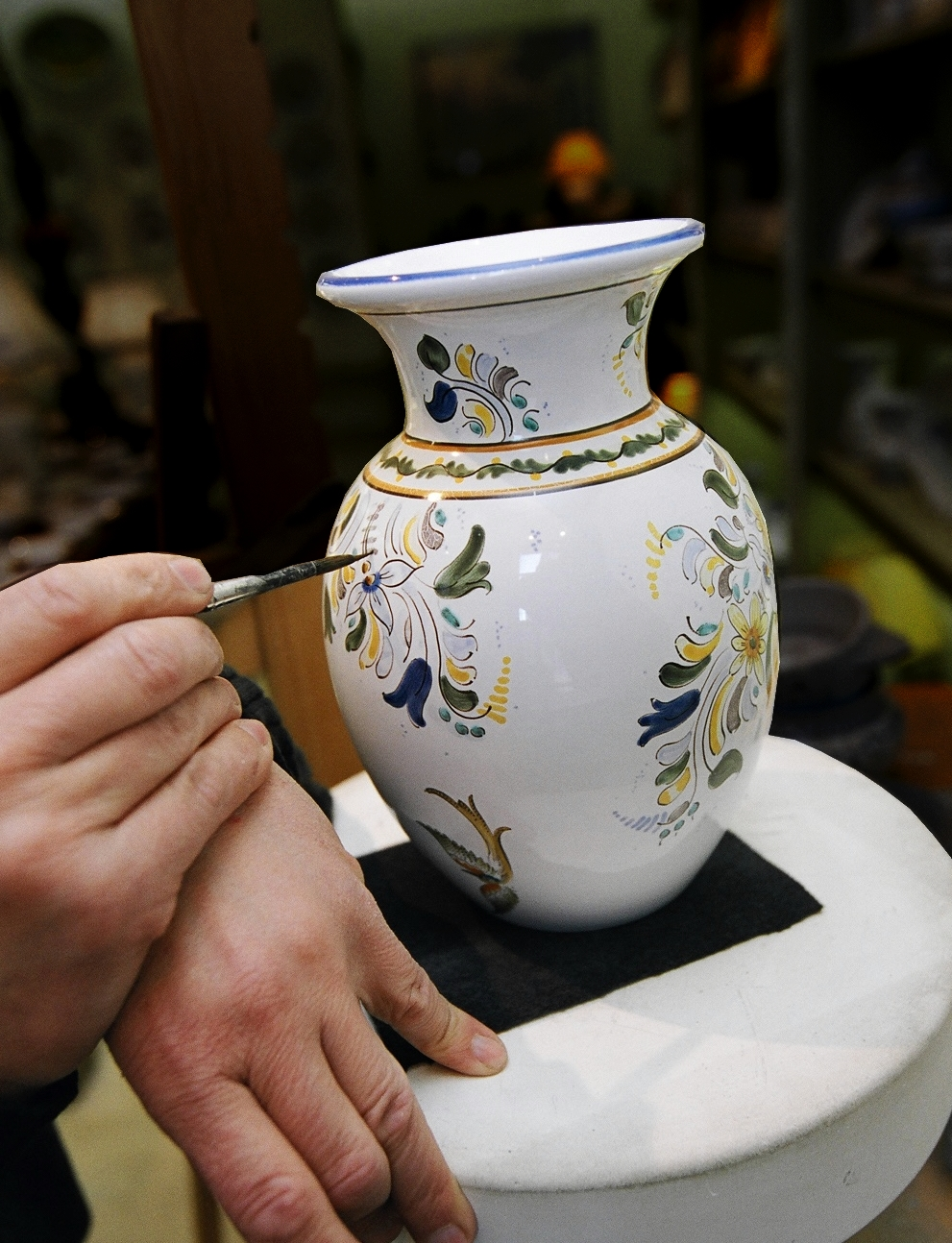
Faïence de Nevers, pose du décor, "petit feu".

La décoration des faïences se fait par décor au pinceau ou par impression.
- Le décor peint à la main est réalisé sur un motif reporté à l'aide d'un poncif, certains décors peuvent être réalisés directement à main levée. Les pinceaux utilisés, adaptés à la surface pulvérulente et absorbante de l'émail stannifère doivent être à la fois raides et fournis pour contenir une réserve suffisante de couleur[4].
- Le décor imprimé, innovation déterminante apparue au début du XIXe siècle est parfaitement approprié à la faïence. Il exploite la porosité de la pâte à l'état de biscuit. À ce stade elle permet l'absorption d'un décor encré sur papier de soie. Une fois le décor " bu " et le papier décollé, l'objet peut être émaillé[2]. Ce procédé est aujourd'hui mécanisé par transfert ou décalcomanie.

### Conditions de travail
La fabrication de la faïence expose les opérateurs à un certain nombre de risques :
- risques physiques
- risques chimiques[6]
- troubles musculo-squelettiques[7]

## Historique
Les premières poteries stannifères semblent avoir été produites en Irak vers le IXe siècle, les plus anciens fragments ayant été mis au jour au cours de la Première Guerre mondiale, dans le palais de Samarra, au nord de Bagdad. La faïence s'est propagée ensuite à l'Égypte, la Perse et l'Espagne avant d'atteindre l'Italie à la Renaissance, les Pays-Bas espagnols puis les Provinces-Unies néerlandaises au XVIe siècle et l'Angleterre, la France ainsi que d'autres pays européens peu après.
Le long périple lié à sa diffusion a donné à la faïence des dénominations particulières à chaque pays.
La faïence italienne de la Renaissance fut stimulée par la présence des rois d'Aragon à Naples au XVe siècle mais surtout par l'importation de céramiques hispano-mauresques venant de Valence en Espagne en transitant par l'île de Majorque. Elle en tira le nom générique de majolique.

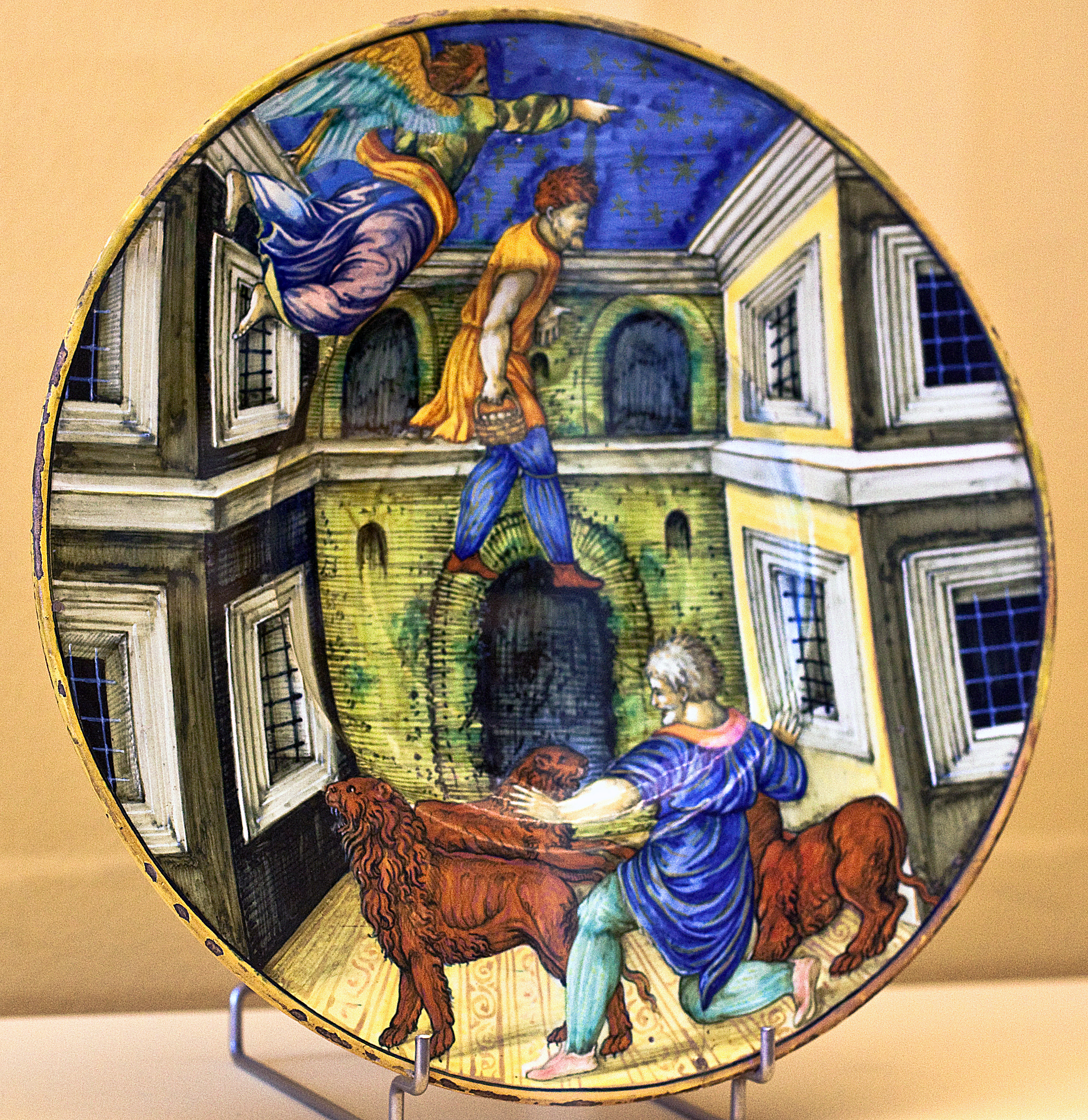
Faïence italienne plus connue sous l'appellation de Majolique. Ces magistrales compositions picturales seront détrônées au XVIIe siècle par le goût nouveau pour la faïence de Delft.
Daniel dans la fosse aux lions, Francesco Xanto Avelli, 1535, Musée Boymans van Beuningen, Rotterdam.

Les potiers italiens mirent à profit l'émail blanc de la faïence pour peindre de véritables tableaux en miniature qui bénéficièrent de l'extraordinaire vitalité artistique de la Renaissance italienne. On vit apparaître dans les décors, dès le début du XVIe siècle, les figures humaines (décors dits « historiés ») inspirés par les gravures reproduisant les peintures célèbres. Ils supplantèrent peu à peu les motifs stylisés de la majolique archaïque de la fin du Moyen Âge bien que l'on observât la poursuite de décors ornementaux, en particulier les grotesques à l'époque maniériste. Ces scènes allégoriques rencontrèrent rapidement le goût du moment et les décors gagnèrent en finesse et en richesse jusqu'à recouvrir totalement le support blanc de la pâte à faïence. Ainsi les sols des chapelles des familles napolitaines se couvrent de carreaux polychrome de production locale, ornés de motifs végétaux, d'animaux et de portraits.
Le premier centre et le plus inventif fut situé à Faenza. L'exportation de ses modèles fera apparaître en France le terme « faïence ».
Dans la seconde moitié du XVe siècle, la faïence italienne se développe en Toscane, en Ombrie et en Émilie en bénéficiant des ressources géologiques des Apennins. la majolique sert alors d'apparat pour les élites urbaines, comme en témoigne la Camera Bella au palais Petrucci de Sienne.
Au XVIe siècle, Guido Andries se forme à Venise avant de s'établir à Anvers en 1508. Il produit des vases de pharmacie au décor bleu et blanc ainsi que des pavements pour des couvents.
Lyon devient un centre majeur de production de faïence au cours du XVIe siècle, attirant des potiers florentins puis ligures. certains d'entre eux migrent ensuite vers Nevers au XVIIe siècle.
Le XVIIIe siècle sera marqué par une multiplication du nombre de manufactures de faïence en France. Trois raisons historiques expliquent cet exceptionnel développement:
- L'âge d'or de la faïence en France fut indirectement lié à la politique extérieure de Louis XIV. Pour financer ses nombreuses et ruineuses guerres contre des puissances étrangères, le souverain français demanda que soient fondus tous les objets et meubles en or et en argent du royaume[9]. Cette décision affecta directement les services de table de l'aristocratie, qui se tourna alors vers la faïence[10].
- La mode des armoiries, au début du XVIIIe siècle, incita par ailleurs les nobles à faire réaliser des services en faïence ornés des armoiries familiales.
- Enfin, le long essor économique de la France permit à la bourgeoisie de devenir une clientèle nouvelle pour la faïence[11]. Néanmoins certaines manufactures comme celle de Rouen, fondée par Masséot Abaquesne autour de 1526, purent se développer plus tôt grâce à la présence d'une forte demande locale et une position géographique stratégique[12].

La technique de la faïence, avec son engobe blanc et son décor peint, sera introduite dans le reste de l'Europe par les potiers italiens passés maîtres dans l'art de la majolique. Les Hollandais deviennent de fins connaisseurs des porcelaines chinoises grâce à leur Compagnie des Indes ; ils remettront au goût du jour l'émail blanc délaissé par la majolique italienne.
Chassés par les persécutions religieuses, de nombreux potiers de Delft quitteront la Hollande pour l'Angleterre pour y introduire une faïence qui prendra alors le nom de Delftware.

## La faïence européenne

### La faïence italienne
- La majolique
- La faïence de Toscane
- La faïence de Faenza
- Les faïences de Sienne, Gubbio, Deruta, Castel Durante, Montelupo Fiorentino, Cafaggiolo et Laterza
- La faïence d'Urbino
- La faïence de Vénétie
- La faïence de Ligurie
- La faïence en Sicile et dans le Sud de l'Italie
- La faïence dans le Nord de l'Italie

### La faïence en France

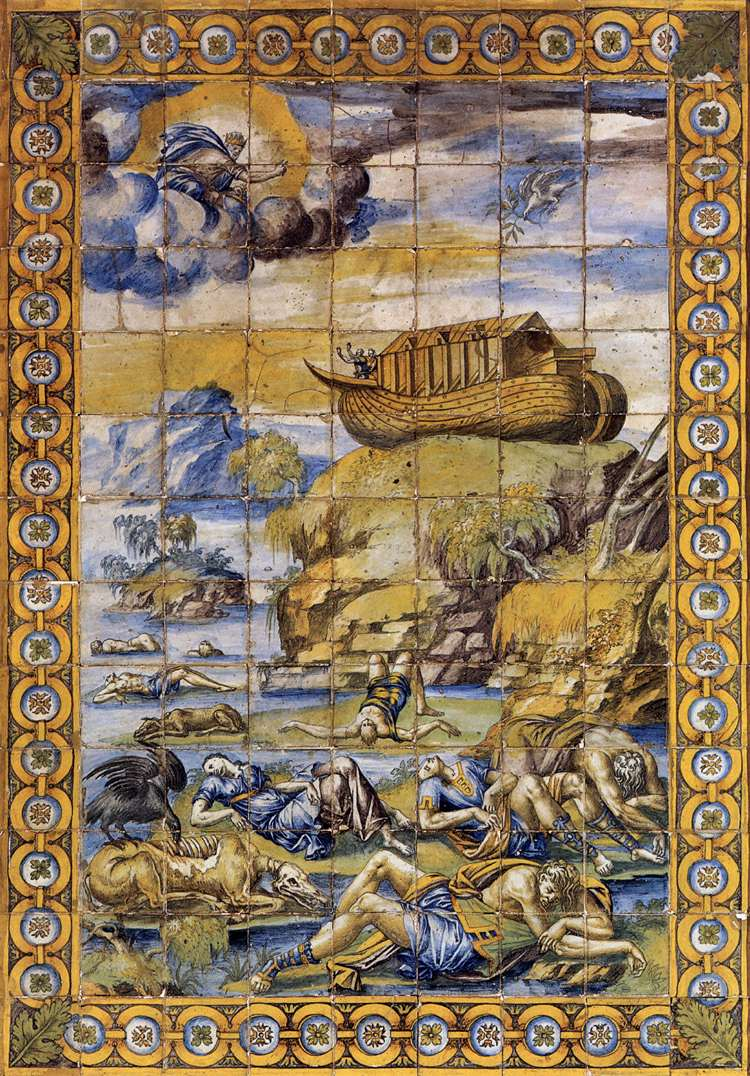
Le Déluge, embarquement sur l'Arche de Masséot Abaquesne, 1550. Exposé au Musée national de la Renaissance d'Écouen.

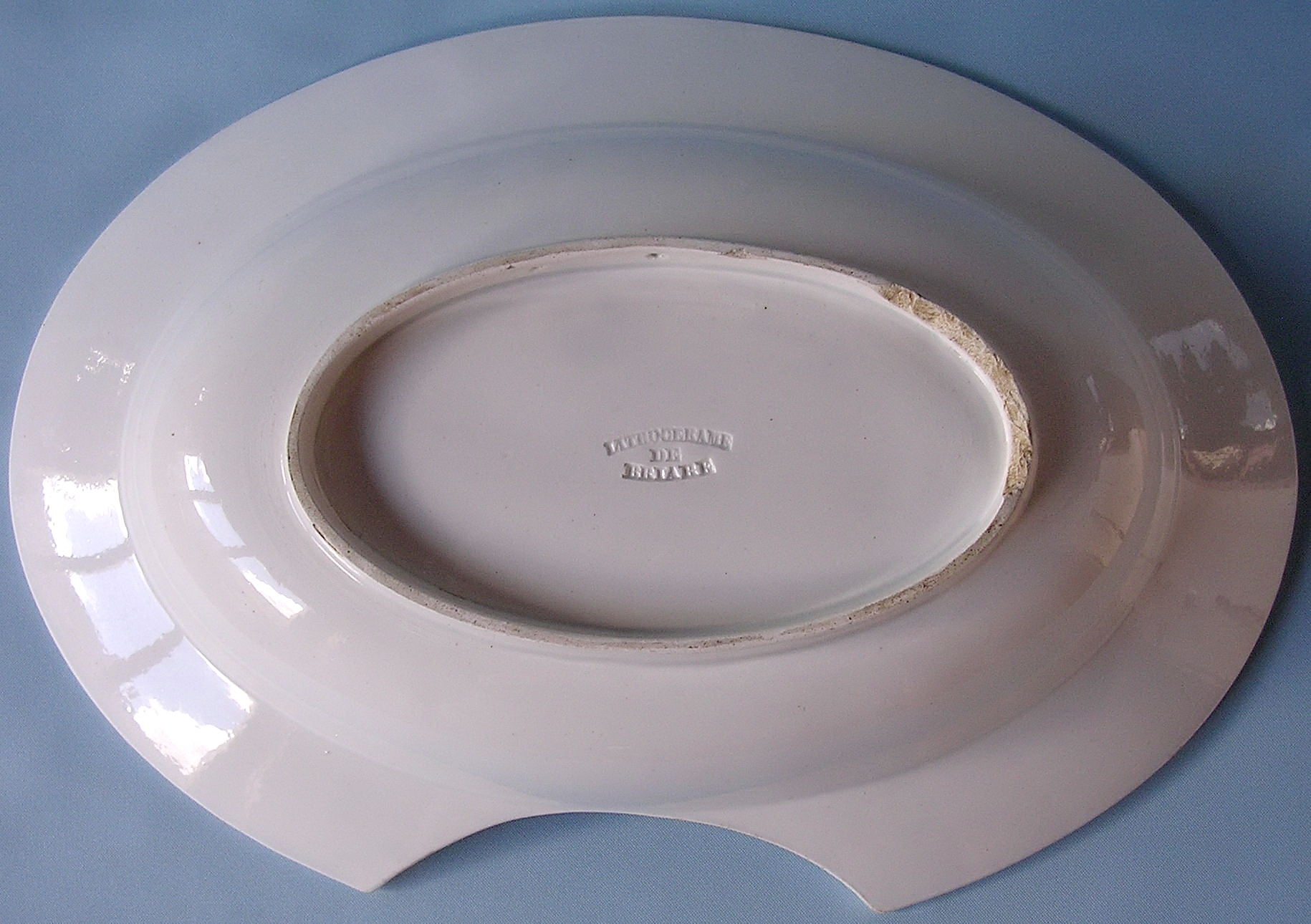
Plat de barbier en Faïence Lithocérame de Briare vers 1840.

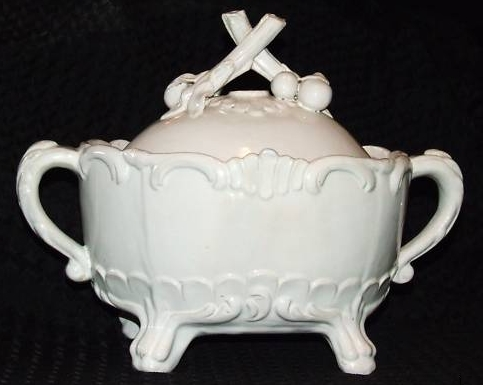
Soupière par Emile Tessier, Faïence de Malicorne, fin XIXe siècle.

Depuis l'apparition de la technique faïencière en France au XVIIe siècle, plus de 1300 faïenceries régionales produisirent des pièces et connaîtront leur apogée au XVIIIe siècle.
- Faïence du pays d'Apt
- Faïence d'Auch
- Faïence d'Auvillar
- Faïence de l'Argonne
- Faïence de Badonviller
- Faïence de Blois
- Faïencerie de Boulogne-sur-mer
- Faïence de Bordeaux
- Faïenceries de Bourg-la-Reine
- Faïence lithocérame de Briare
- Faïencerie de Castres
- Faïence de Charente
- Faïence de Clamecy
- Faïence de Creil-Montereau
- Faïence de Desvres
- Faïence de Dieulefit
- Faïence d'Épinal (Vosges)
- Faïence de Frémonville (Meurthe-et-Moselle)
- Faïence de Fives-Lille
- Faïence de Gérardmer
- Faïence de Gien
- Faïence de Langeais
- Faïence de La Rochelle
- Faience de Longchamp
- Faïenceries et émaux de Longwy
- Faïencerie de Lunéville-Saint-Clément
- Faïence de Malicorne
- Faïence de Marseille
- Faïence de Martres-Tolosane
- Faïence de Meillonnas
- Faïence de Mesves sur Loire-Rémusat
- Faïence de Montpellier
- Faïence de Moustiers
- Faïence de Moyen (Meurthe-et-Moselle)
- Faïence de Nevers
- Faïence de Niderviller
- Faïence d'Onnaing
- Faïence de Poligny (Jura)
- Faïence de Pornic
- Faïence de Quimper
- Faïence de Roanne
- Faïence de Rouen
- Faïence de Rubelles
- Faïence de Saint-Amand-les-Eaux
- Faïence de Saint-Porchaire
- Faïence de Salins-les-Bains
- Faïence de Samadet
- Faïence de Sarreguemines et Faïence de Digoin
- Faïence de Strasbourg
- Faïence de Varages
- Faïence de Vron

### La faïence aux Pays-Bas

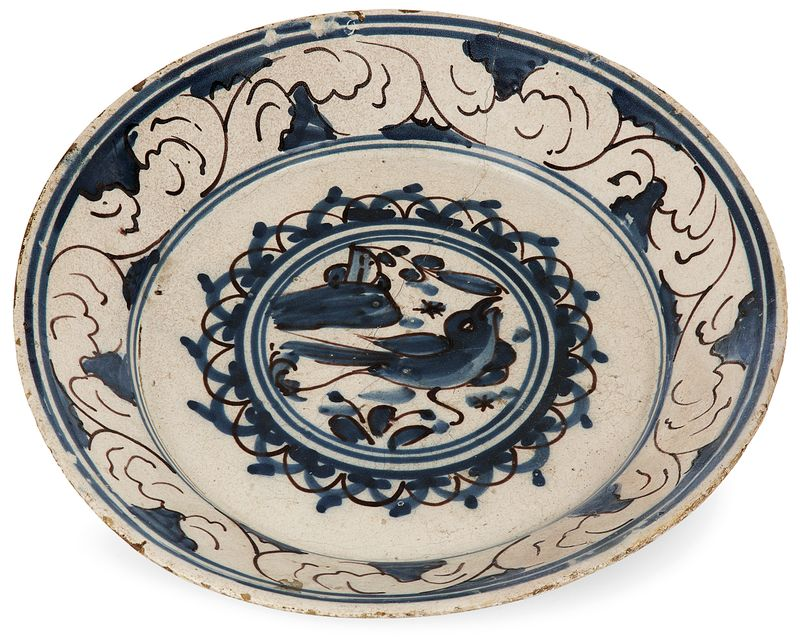
Plat rond à décor dit Faixa Barroca, Portugal, XVIIIe siècle.

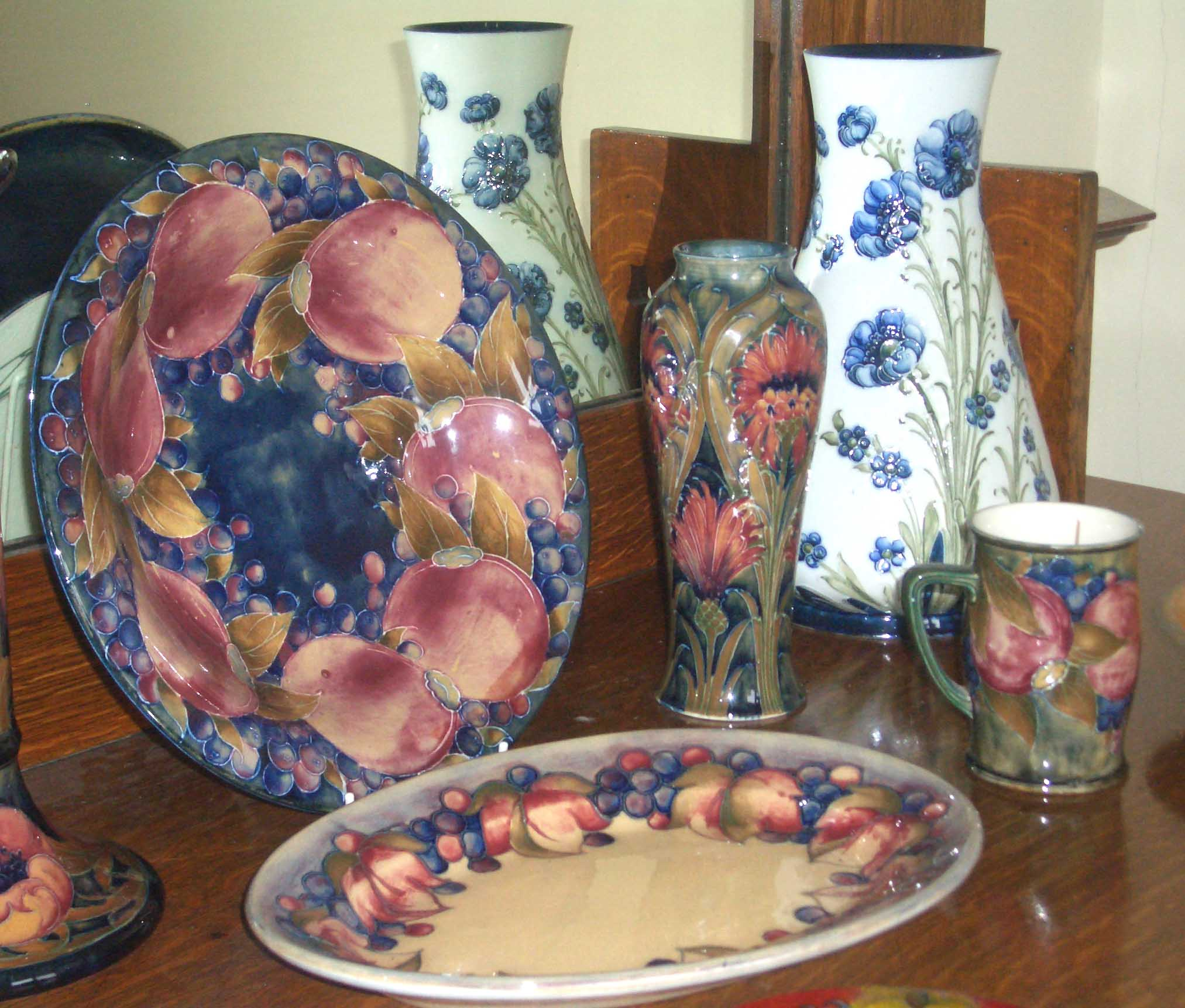
Ensemble de céramiques William Moorcroft, 1913-1930. Au centre se trouve un grand
vase du premier type "Florian" produit par Macintyre. Les deux assiettes et le gobelet portent le décor "grenade".

- la faïence de Delft aussi appelée Bleu de Delft
- Les autres centres hollandais comme Rotterdam ou la Frise.

### La faïence hispanique
- Espagne : faïence hispano-mauresque ; azulejos
- faïence de Manises
- faïence de Cordoue
- faïence de Tolède
- faïence de Sargadelos
- faïence de Séville
- Portugal : Azulejos

### La faïence enAngleterre

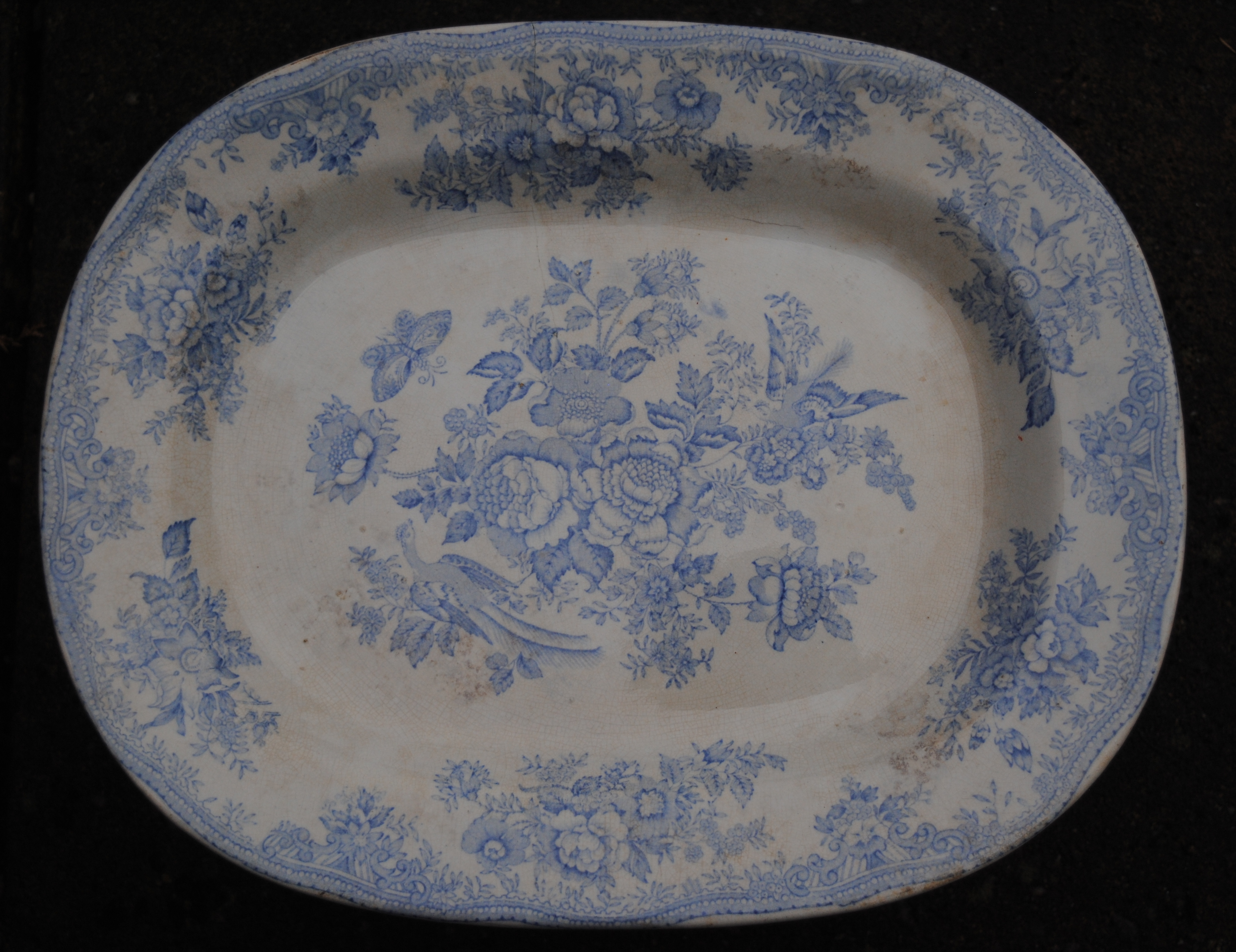
Plat de service du 19è siècle, en faïence, produit par la société Barkers & Kent, de Fenton (Staffordshire). Il est décoré du motif "Faisans asiatiques".

- faïence de Wedgwood
- faïence de Stafford
- Faïence de Moorcroft

### La faïence enBelgique
Au XVIe siècle, G. Andriesz arrive de Castel Durante pour faire de la majolique à Anvers. À cette époque Anvers est un centre commercial très important. On y fabrique des carreaux et des pots à pharmacie ainsi que des assiettes à décor grotesque.
- La faïence des frères Boch à La Louvière
- La Faïencerie de Nimy
- La Faïencerie de Wasmuël
- La faïence du Borinage
- La faïence d'Andenne[15]
- La faïence de Namur

### La faïence des pays germaniques

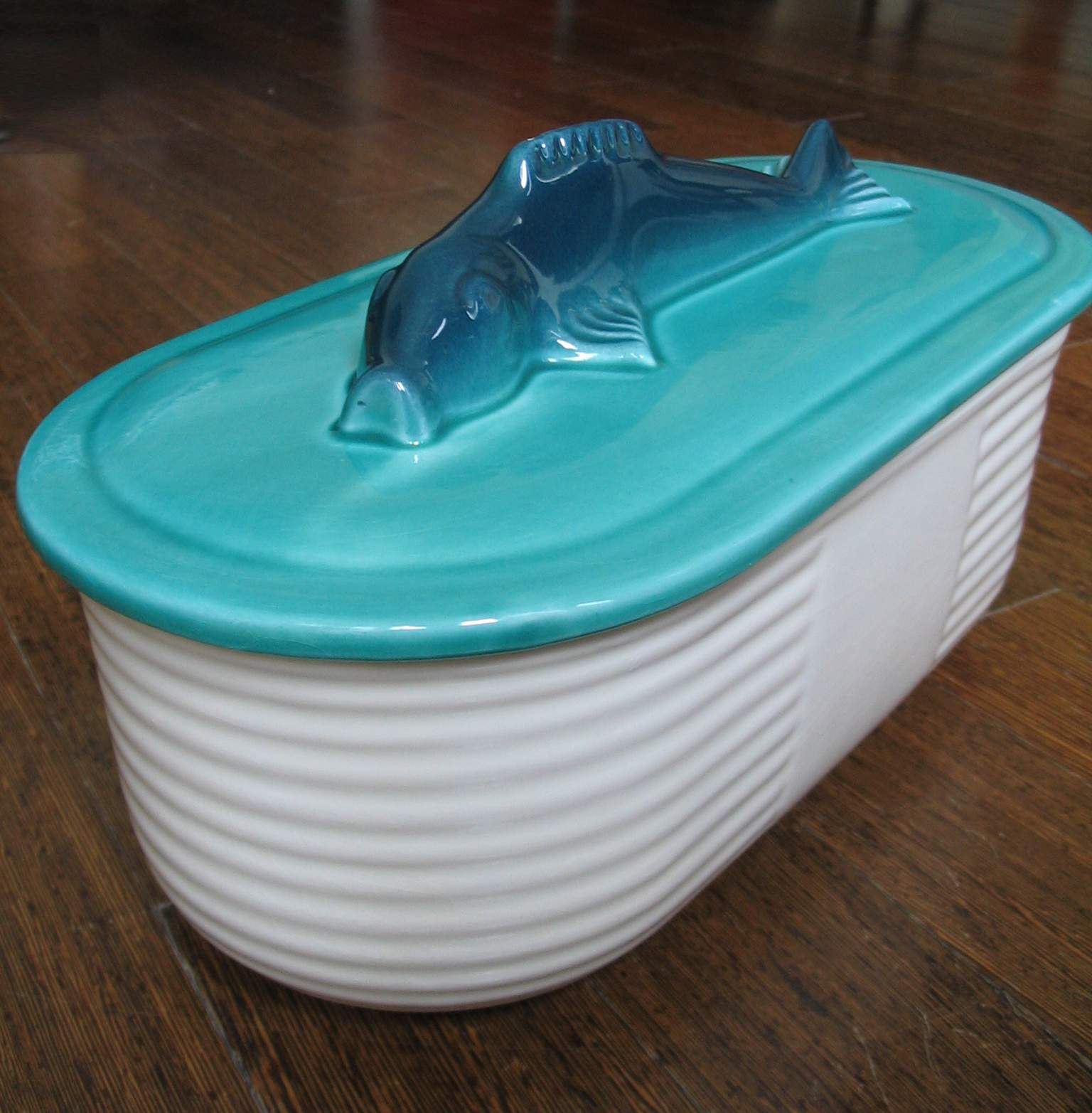
Terrine à poisson en faïence, Schramberg, Allemagne, XXe siècle.

- Faïence de Hanau
- Faïence de Francfort
- Faïence de Durlach
- Faïence de Schramberg
- Faïence de Künersberg
- Faïence de Höchst
- Faïence de Stuttgart

### La faïence suisse
- Faïence de Cornol[16]
- Faïencerie de Fribourg[17]
- Faïence de Zurich
- Faiencerie des Pâquis (Genève)[18]

## Dans le reste du monde
- La faïence d'Okinawa, Japon
- La faïence égyptienne, Égypte antique

## Symbolique
Les noces de faïence symbolisent les 9 ans de mariage dans le folklore français.